# Edward T. Lowe Jr.
Edward T. Lowe Jr. est un scénariste américain né le 29 juin 1890 à Nashville (Tennessee) et mort le 17 avril 1973 à Los Angeles (Californie).

## Biographie
Après des études à Nashville, il travaille dans différents domaines avant d'entrer comme scénariste aux Essanay Studios.

## Filmographie

### Comme scénariste
filmographie partielle
- 1919 : Une idylle dans la tourmente (The World and its woman) de Frank Lloyd
- 1920 : Les Protégés de Jim (Jes' Call Me Jim) de Clarence G. Badger
- 1923 : The Prisoner de Jack Conway
- 1925 : The Teaser de William A. Seiter
- 1925 : Tourbillon de jeunesse (The Mad Whirl) de William A. Seiter
- 1926 : Souvent est pris de Roy Del Ruth
- 1927 : Le Dernier Refuge (The Understanding Heart) de Jack Conway
- 1929 : La Dame de cœur (The Mississippi Gambler) de Reginald Barker
- 1929 : Stolen Kisses de Ray Enright
- 1932 : Notre-Dame de Paris de Wallace Worsley
- 1932 : Forbidden Company de Richard Thorpe
- 1932 : Midnight Lady de Richard Thorpe
- 1932 : Escapade de Richard Thorpe
- 1932 : Probation de Richard Thorpe
- 1935 : Charlie Chan à Shanghaï (Charlie Chan in Shanghai) de James Tinling
- 1935 : Charlie Chan in Paris de Lewis Seiler et Hamilton MacFadden
- 1936 : Charlie Chan at the Race Track de H. Bruce Humberstone
- 1936 : Educating Father de James Tinling
- 1937 : Bulldog Drummond's Revenge de Louis King
- 1937 : Bulldog Drummond Comes Back de Louis King
- 1937 : Bulldog Drummond Escapes de James P. Hogan

### Comme producteur
- 1935 : Charlie Chan en Égypte (Charlie Chan in Egypt) de Louis King
- 1935 : Ladies Love Danger (en) de H. Bruce Humberstone
- 1935 : Your Uncle Dudley d'Eugene Forde
- 1936 : Champagne Charlie de James Tinling
- 1937 : Hold 'Em Navy! de Kurt Neumann
- 1938 : Daughter of Shanghai de Robert Florey
- 1938 : Dangerous to Know de Robert Florey
- 1938 : Bulldog Drummond in Africa de Louis King
- 1938 : Tom Sawyer, Detective de Louis King
- 1938 : Scandal Street de James P. Hogan
- 1938 : Tip-Off Girls de Louis King
- 1938 : Touchdown, Army de Kurt Neumann
- 1939 : Bulldog Drummond's Secret Police de James P. Hogan
- 1939 : Undercover Doctor de Louis King
- 1939 : Television Spy de Edward Dmytryk
- 1939 : All Women Have Secrets de Kurt Neumann
- 1939 : Persons in Hiding de Louis King
- 1940 : Parole Fixer (en) de Robert Florey
- 1940 : Queen of the Mob de James P. Hogan
- 1940 : Texas Rangers Ride Again de James P. Hogan